# Краљевска крв
Роман "Краљевска крв", који у оригиналном наслову "Kingsblood Royal" следи наваду Синклера Луиса да наслове романа даје по именима главних јунака, бави се расним проблемом, односом белаца и црнаца, али у извесним деловима и односом две расе према црвенокошцима.
Реч је о проблему који још од доба Абрахама Линколна и Грађанског рата између Севера и Југа оптерећује америчко друштво, чинећи и сада, упркос свему, један од његових централних нерешивих проблема.
Место дешавања је, како често бива код Луиса, америчка провинција, мали град у Минесоти, Гранд Рибаплик. Главни јунак Нил Кингсблад сазнаје од оца да потичу од високих енглеских племићких породица. У време док трага за подацима о свом високом аристократском пореклу, овај просперитетни банкар, на наговор супруге Весте, отпушта црнкињу слушкињу Белфриду, због непослушности и лењости. Тада се чини да ће Нил Кингсблад бити још један богаташ који мрзи црнце и презире их. Међутим, неочекивано дознавши да једним делићем свог порекла можда у себи има црначке крви, и гоњен том фикс-идејом, Нил у време расних немира покушава да се приближи црним становницима своје варошице. То ће га убрзо сукобити не само са кругом пријатеља који не подносе црнце, него и са милитантним припадницима Кју-клукс-клана, који почињу да му прете. Овај мрачни роман, у ствари, прати пропаст Нила Кингсблада и његове породице, будући да и његова супруга стаје на његову страну, и тако заједно бивају сукобљени са властима њиховог града...
Краљевска крв је класични социјални роман који изнутра приказује тамнију страну америчког сна, показујући да стереотипна расна убеђења доминирају не само друштвеном сценом, или бар једним њеним делом, него и душама многих наизглед обичних грађана, који Нилу Кингсбладу могу да опросте све сем разумевања за обојено становништво и много година пошто је грађански рат Севера и Југа окончан.
Као и иначе у својим романима, Синклер Луис показује уметничку снагу у убедљивом сликању односа припадника сукобљених друштвених слојева, као и у племенитом трагању за правдом и хуманијим релацијама у животу обичних Американаца.